# Barney Adams
Bryon "Barney" H. Adams (nascut el 24 de març de 1939 en Syracuse, Nova York), és un empresari estatunidenc, el fundador d'Adams Golf, inventor de la fusta de fairway Tight Lies, propietari de diverses patents de productes de golf, i autor del The WOW Factor.